# Benthozoa
Benthozoa ou bentozoários é um clado de animais proposto em 2019 que inclui Porifera e membros do clado ParaHoxozoa (Bilateria, Cnidaria e Placozoa) que é apoiado por diversas análises moleculares. O clado foi proposto com base em certas duplicações de genes antigos e genes reguladores metabólicos compartilhados entre poríferos e parahoxozoários, que estão ausentes nos ctenóforos, o que poderia sugerir ancestralidade compartilhada.
De acordo com este ponto de vista, os poríferos não seriam o primeiro grupo a se separar do reino animal como tradicionalmente se acredita e em vez disso seriam os Ctenophora, que aparecem basais em diversas análises moleculares, porém outras análises moleculares também poderiam colocar os Porifera em uma posição basal. A teoria tradicional de que os poríferos são basais baseia-se na falta de tecidos celulares, sistema muscular e locomoção em comparação com outros animais. A falta de tecidos nas esponjas torna a sua complexidade multicelular uma união colonial comparável aos corpos frutíferos dos fungos. Se a hipótese dos Benthozoa estiver correta, os tecidos celulares teriam evoluído de forma independente nos animais.

## Filogenia
A filogenia do clado seria a seguinte de acordo com análises moleculares baseadas em sequências de aminoácidos e nucleotídeos. A hipótese basal de Porifera teve muito pouco apoio nessas análises. Uma categoria revisada de Eumetazoa também foi proposta que exclui Ctenophora, que pode ser considerada um grupo irmão de Porifera.
Domínio Eukaryota (Whittaker & Margulis, 1978)
Clado Amorphea (Adl et al., 2012)
Clado Obazoa (Brown, 2013)
Clado Opisthokonta (Adl et al., 2005)
Clado Holozoa (Lang et al., 2002)
Clado Filozoa (Shalchian-Tabrizi et al., 2008)
Clado Choanozoa (Brunet &King, 2017)
Reino Animalia (Lineu, 1758)
Clado Benthozoa (Erives & Fritzsch, 2019)